# Quan Điền

Vị trí tại Đài Nam

Quan Điền (tiếng Trung: 官田區; bính âm: Guāntián Qū) là một khu (quận) của thành phố Đài Nam, Trung Hoa Dân Quốc (Đài Loan). Đây là một quận nông thôn và là quê hương của cựu Tổng thống Trung Hoa Dân Quốc Trần Thủy Biển. Quận có diện tích 70,7953 km², dân số vào tháng 8 năm 2011 là 21.991 người thuộc 7.616 hộ gia đình, mật độ cư trú đạt 310,6 người/km².